# 액화석유가스

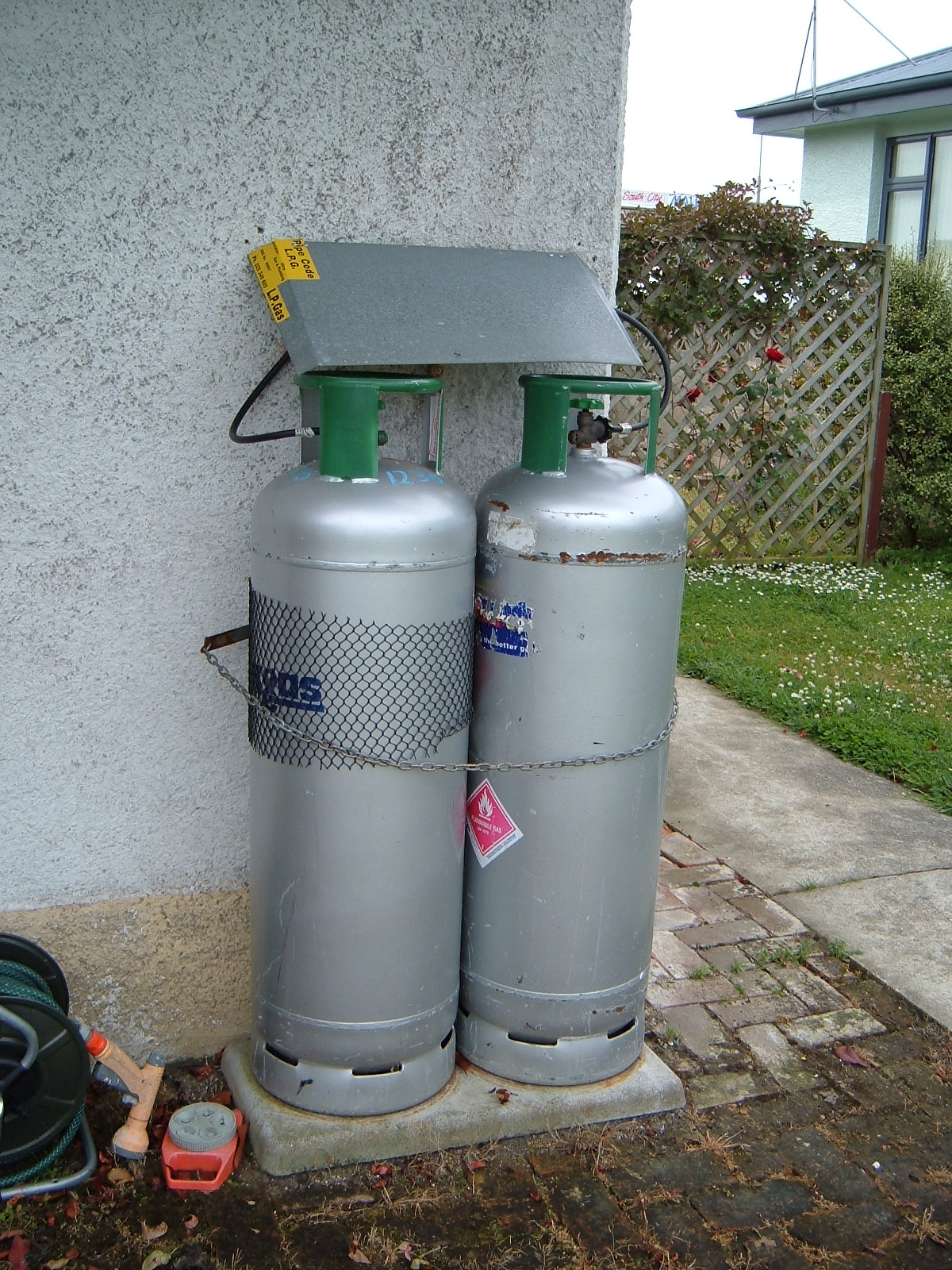
액화석유가스를 담고 있는 통

액화석유가스(液化石油 - , 영어: liquefied petroleum gas, LPG, LP gas)는 유전에서 원유를 채취하거나 원유 정제시 나오는 탄화수소 가스를 비교적 낮은 압력(6~7kg/cm2)을 가하여 냉각 액화시킨 것이다. 기체가 액체로 되면 그 부피가 약 1/250로 줄어들어 저장과 운송에 편리하다. LPG의 주성분은 프로페인(C3H8, 비중 1.52. 폭발 범위 2.2~9.5%)과 뷰테인(C4H10)이며, 소량의 프로펜(C3H6), 뷰텐(C4H,8) 등의 탄화수소가 단일 물질 또는 혼합물로 구성된 것이다. 발열량은 20,000~30,000Kcal/m³로 다른 연료에 비해 칼로리가 높고 냄새나 색이 없으며, 가정이나 영업 장소, 택시 및 승용차, 승합차 등 자동차에서 사용하는 LPG에는 누설될 때 쉽게 감지하여 사고를 예방할 수 있는 불쾌한 냄새가 나는 메르캅탄류의 화학 물질을 섞어서 공급한다. 
한국, 중국, 일본 등 몇몇 국가에서 자동차 연료로도 쓰이지만, 한국에선 미세먼지 저감 대책의 따른 정부 시책의 일환으로, 수송용 LPG연료 사용제한을 완화하는 액화석유가스의 안전관리 및 사업법이 2019년 3월 26일부터 개정된 이후 일반인에게 LPG 차량의 판매 및 개조가 합법적으로 허용되었다.
농어촌이나 지방 중소도시 지역에서는 도시가스(LNG가스)를 대신에 해서 난방용 열원으로 주로 쓰인다. 그러나 석유를 난방용으로 쓰는 일부 가정의 경우 액화석유가스는 어쩔 수 없이 취사용 가스통에 밸브를 안전하게 연결해서 써야 하며, 수량이 모두 소진될 경우 취사시 제약이 있다.

## 주요 사고

### 대한민국
- 대구 상인동 가스 폭발 사고
- 부천 LPG 충전소 폭발 사고
- 익산 충전소 가스 폭발 사고

### 일본
- 덴로쿠 가스 폭발 사고

### 중국·타이완
- 2011년 중국 탄광 폭발 사고
- 2014년 가오슝시 가스 폭발 사고
- 2015년 톈진 폭발 사고

### 인도
- 보팔 가스 누출 사고

### 미국
- 코네티칸 주 발전소 가스 폭발 사고
- 댈러스 가스 탱크 폭발 사고
- 2014년 이스트할렘 가스 폭발

### 멕시코
- 과달라하라 폭발 사고

## 같이 보기
- 오토가스
- 액화천연가스(LNG)
- 뷰테인
- 프로페인
- 뷰텐
- 프로펜